# État de Sequoyah
L'État de Sequoyah est un hypothétique 51e État des États-Unis que les Amérindiens des États-Unis ont voulu créer dans la partie orientale de l'actuel État de l'Oklahoma au début des années 1900.

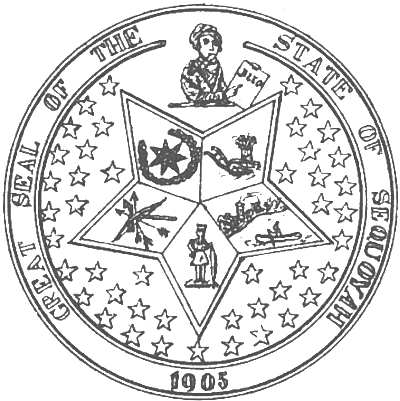
Sceau de l'État

Le nom de cet État avait été choisi en l'honneur de Sequoyah, un membre de la nation cherokee célèbre pour en avoir mis au point le syllabaire cherokee.

## Contexte

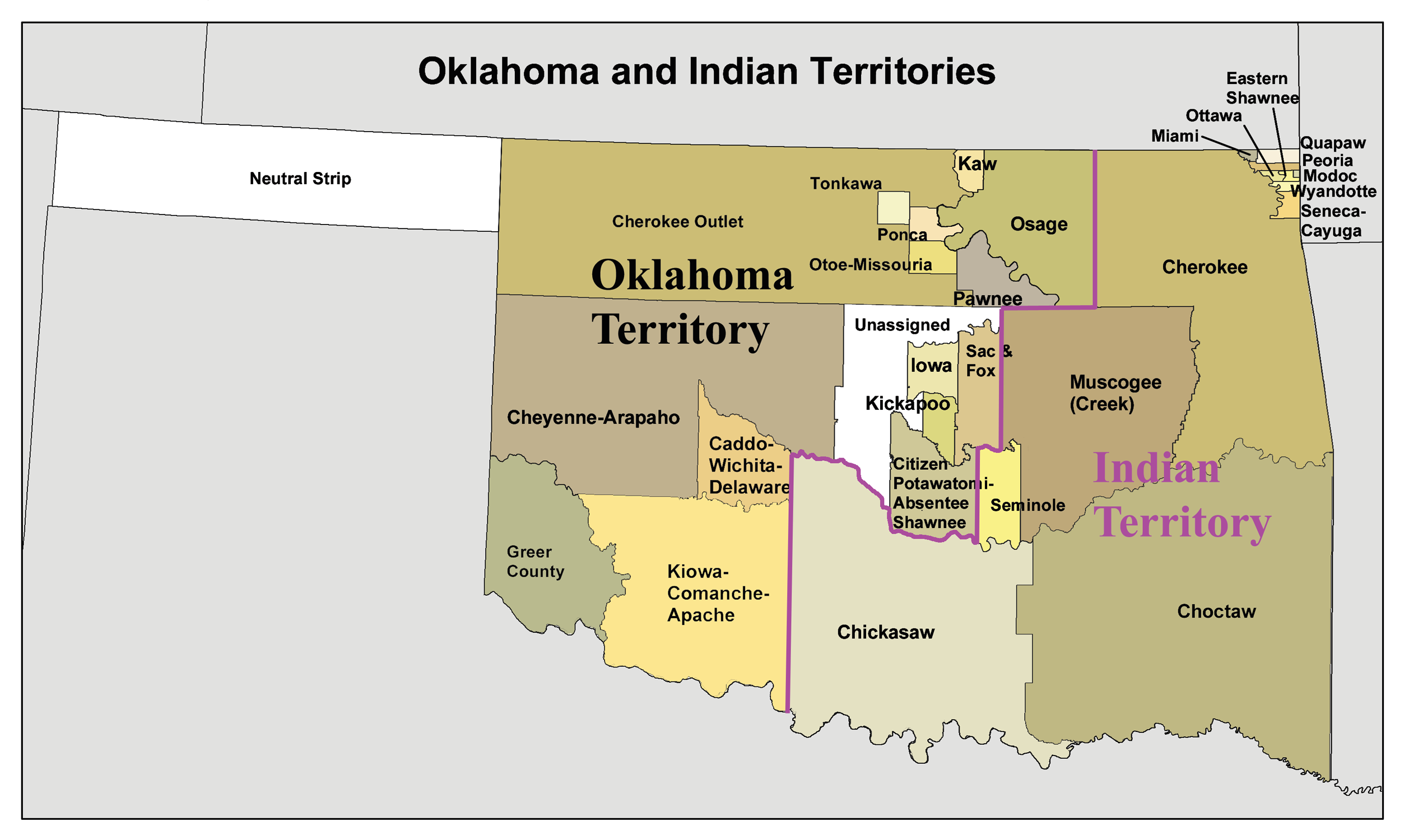
Le Territoire de l'Oklahoma et le Territoire indien dans les années 1890.

À partir de 1890, ce qui forme l'actuel État de l'Oklahoma était formé du Territoire de l'Oklahoma (à l'ouest) et du Territoire octroyé aux Amérindiens (à l'est), mais dont la superficie a été progressivement réduite.
Le mouvement indien pour ériger cet État a commencé en 1902 par une convention à Eufaula en Oklahoma qui a réuni des représentants des « Cinq tribus civilisées ». Ces représentants se retrouvèrent à nouveau en 1903 pour organiser une Convention constitutionnelle.

## La Convention constitutionnelle

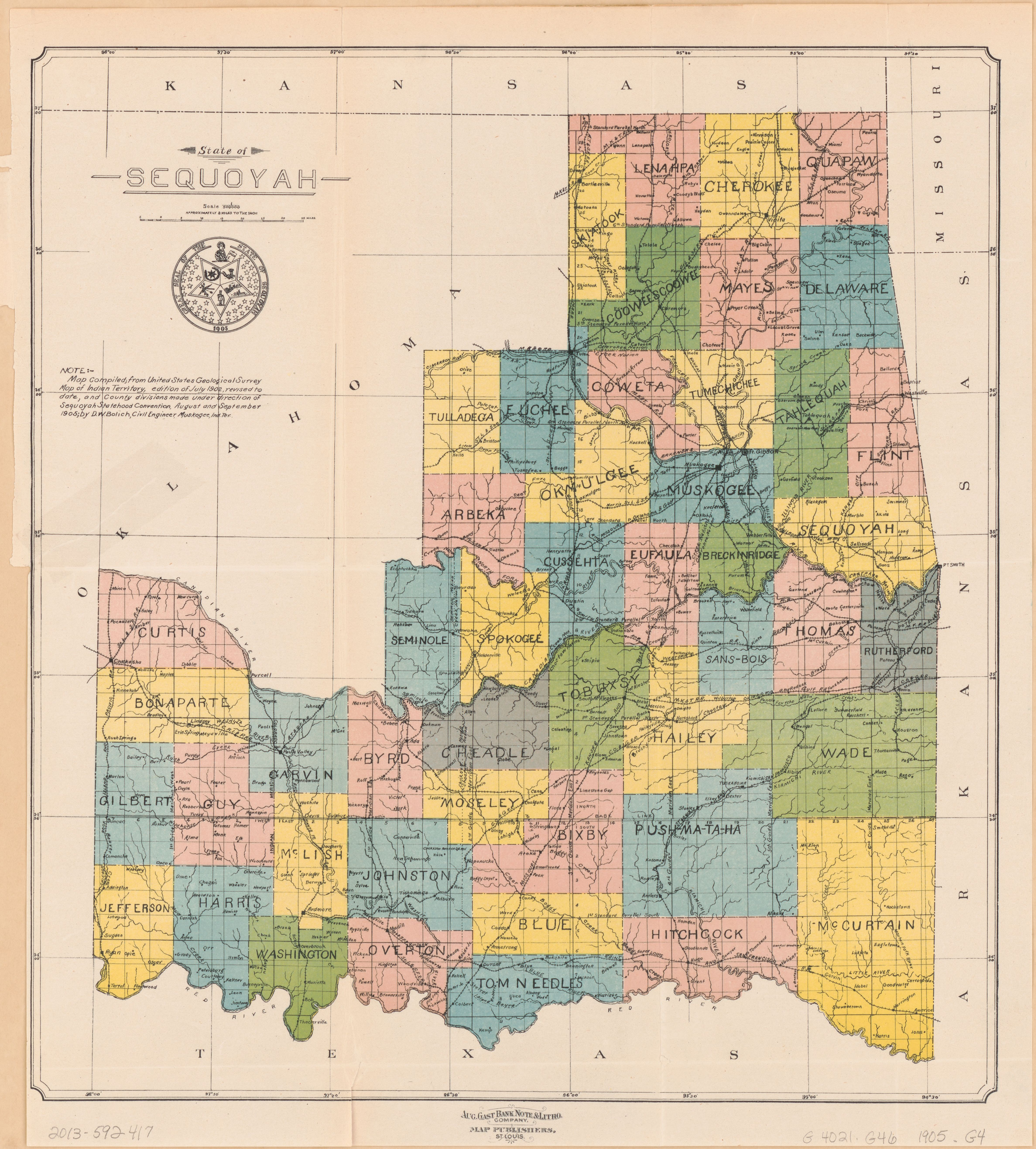
Découpage proposé de l'État de Sequoyah.

La Convention constitutionnelle Sequoyah se réunit à Muskogee le 21 août 1905. Le général Pleasant Porter, chef principal de la nation creek est élu président de la convention. Les délégués élus décident que les dirigeants exécutifs de Cinq tribus civilisées seraient vice-présidents : William C. Rogers, chef principal des Cherokees ; William Henry Murray, désigné par le gouverneur chicacha Douglas H. Johnston pour représenter les Chicachas ; Chef Green McCurtain des Chactas ; Chef John Brown de la tribu séminole ; et Charles N. Haskell, désigné comme représentant des Creeks (puisque le général Porter est élu président).
La convention rédige une constitution ainsi qu'un plan d'organisation pour le gouvernement, assemble une carte des comtés à créer et élit une délégation au Congrès des États-Unis chargé de réclamer un État.
Les propositions de la convention sont soumises par référendum aux Territoires indiens et massivement approuvées.

## Échec de la création de l'État
La délégation est reçue à Washington. Les politiciens de l'est, craignant l'admission de deux États de plus à l'ouest, et sans aucun doute peu disposés à admettre un État « indien », font pression sur le président des États-Unis Theodore Roosevelt, qui décide finalement que les Territoires indiens et l'Oklahoma ne formeront qu'un seul État. 
L'important travail de la convention constitutionnelle de l'État de Sequoyah n'a cependant pas été entièrement perdu. Quand les représentants des Territoires indiens ont rejoint la convention constitutionnelle à Guthrie l'année suivante, ils ont apporté leur expérience constitutionnelle avec eux. La constitution de Sequoyah a servi en grande partie de base pour la constitution en 1907 de l'État de l'Oklahoma, résultat de la fusion des deux territoires. 
L'Oklahoma est devenu le 46e État le 16 novembre 1907.